# Shin Kwang-hoon
Shin Kwang-hoon (18 de março de 1987) é um futebolista profissional sul-coreano que atua como defensor.

## Carreira
Shin Kwang-hoon representou a Seleção Sul-Coreana de Futebol nas Olimpíadas de 2008.